# Bucher Bräu
La Bucher Bräu est une brasserie à Grafenau.

## Histoire
La brasserie existe depuis 1843, fondée au Freyunger Straße 7 par l'aubergiste Josef Rosenlehner. En 1863, l'aubergiste et boucher Johann Nepomuk Bucher rachète l'auberge et la brasserie attenante. Depuis lors, la brasserie appartient à la famille de brasseurs Bucher-Wiedemann. C'est une entreprise familiale depuis 1863. 
Au fil des ans, certaines parties de la brasserie sont renouvelées encore et encore, l'ensemble de la brasserie est reconstruit en 1982 dans le cadre du déménagement vers l'emplacement actuel au centre de la commune.
La brasserie est membre de Brauring, une société coopérative de brasseries privées d'Allemagne, d'Autriche et de Suisse.

## Production
La gamme de produits comprend les bières suivantes : Bucher Hell, Alt-Bayrisch Dunkel, Pils, Hefe Weizen Hell, Dunkles Weizen, Leichtes Weizen, Bären Gold, Bären Bock, Bucher Festbier, Radler, Goaßerl, Goaßerl Lemon, Goaßerl Cola Weizen et Goaßerl Bock.
De plus, 24 boissons non alcoolisées telles que des limonades, des schorles, des jus et de l'eau minérale sont produites.
Les boissons sont contenues dans des bouteilles à capsule (bières) ou des bouteilles à bouchon à vis (boissons non alcoolisées).